# Laluque
Laluque (okzitanisch: La Luca) ist eine französische Gemeinde mit 1.086 Einwohnern (Stand: 1. Januar 2022) im Département Landes der Region Aquitanien. Sie gehört zum Arrondissement Dax und zum Kanton Pays Morcenais Tarusate. Die Einwohner werden Laluquois genannt.

## Geografie
Die Gemeinde Laluque liegt im Südwesten der Landes de Gascogne, dem größten zusammenhängenden Wald Westeuropas am Oberlauf des Flusses Luzou, 14 Kilometer nördlich von Dax. Umgeben wird Laluque von den Nachbargemeinden Rion-des-Landes im Norden, Lesgor im Osten, Pontonx-sur-l’Adour im Südosten, Saint-Vincent-de-Paul im Süden, Gourbera im Südwesten sowie Taller im Westen.

## Bevölkerungsentwicklung
| Jahr                       | 1962 | 1968 | 1975 | 1982 | 1990 | 1999 | 2006 | 2012 | 2021 |
| -------------------------- | ---- | ---- | ---- | ---- | ---- | ---- | ---- | ---- | ---- |
| Einwohner                  | 777  | 801  | 715  | 709  | 646  | 610  | 696  | 936  | 1070 |
| Quellen: Cassini und INSEE |      |      |      |      |      |      |      |      |      |

## Bergbau

Krauss-Lokomotive der Feldbahn der Bergwerke von Laluque

Anfang des 20. Jahrhunderts wurde in Laluque Braunkohle abgebaut, die mit der Feldbahn der Bergwerke von Laluque zu den Bahnhöfen Laluque-Boos und Laluque-Midi sowie zu einer Kohlevergasungsanlage gebracht wurde.

## Sehenswürdigkeiten

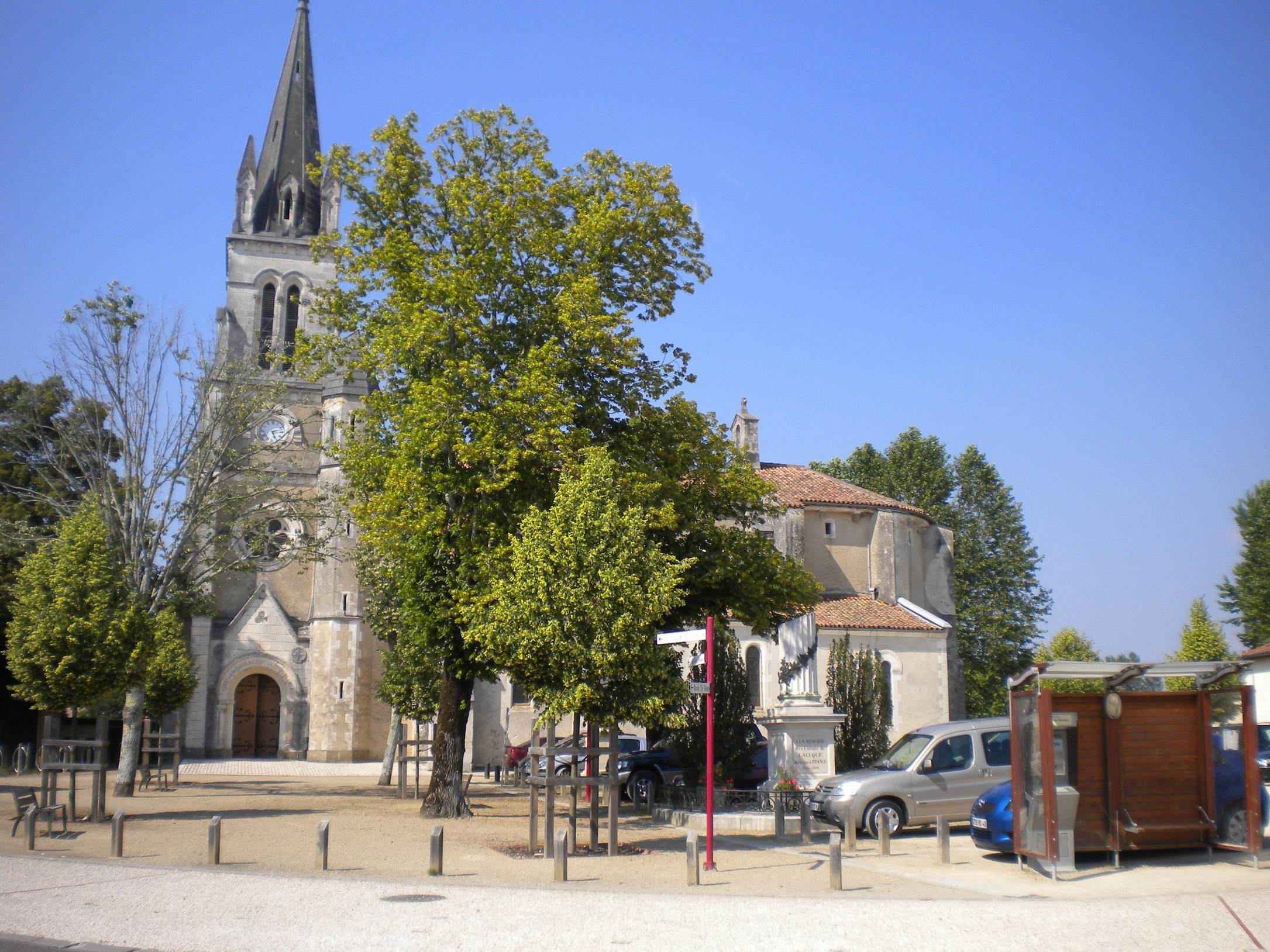
Kirche Saint-Jean-Baptiste

- Kirche Saint-Jean-Baptiste